# Kane megye (Illinois)
Kane megye az Amerikai Egyesült Államokban, azon belül Illinois államban található. Megyeszékhelye Geneva, legnagyobb városa Aurora. Lakosainak száma 516 522 fő (2020. április 1.). Kane megye McHenry, Kendall, DeKalb, Cook, DuPage és Will megyékkel határos.

## Népesség
A megye népességének változása:
| Lakosok száma | 515 941 | 519 735 | 521 306 | 523 643 | 530 847 | 516 522 |
|               | 2010    | 2011    | 2012    | 2013    | 2015    | 2020    |